# Стингли, Дерек (младший)
Дерек Стингли—младший (англ. Derek Stingley Jr.; 20 июня 2001, Батон-Руж, Луизиана) — профессиональный американский футболист, корнербек клуба НФЛ «Хьюстон Тексанс». На студенческом уровне выступал за команду университета штата Луизиана. Победитель плей-офф национального чемпионата 2019 года. На драфте НФЛ 2022 года был выбран в первом раунде под общим третьим номером.

## Биография
Дерек Стингли родился 20 июня 2001 года в Батон-Руже. Он представитель футбольной династии. Его отец Дерек был выбран на драфте Главной лиги бейсбола 1993 года, а также играл в Лиге арена-футбола. Дед Дэррил с 1973 по 1977 год выступал в НФЛ в составе «Нью-Ингленд Пэтриотс».
Стингли окончил старшую школу Данем в Батон-Руже. В составе её футбольной команды играл на позициях сэйфти, корнербека, принимающего и специалиста по возвратам. В 2018 году был признан лучшим игроком Луизианы, в 2019 году принимал участие в матче звёзд школьного футбола. На момент окончания школы занимал первое место в рейтинге лучших молодых игроков США по версии Rivals.

### Любительская карьера
В университет штата Луизиана Стингли поступил в январе 2019 года. В первом же сезоне он занял место одного из стартовых корнербеков команды, сыграл в пятнадцати матчах и помог команде одержать победу в национальном чемпионате. С шестью сделанными перехватами он стал лидером конференции SEC и вошёл в пятёрку лидеров NCAA. По итогам года Стингли получил приз лучшему новичку конференции от Associated Press и вошёл в состав сборной звёзд NCAA.
В сокращённом из-за пандемии COVID-19 сезоне 2020 года Стингли сыграл в семи матчах, пропустив часть турнира из-за травмы. Несмотря на это, он был включён в сборную звёзд NCAA по версии Американской ассоциации футбольных тренеров. В 2021 году он принял участие только в трёх матчах, досрочно завершив сезон из-за травмы ноги. После этого Стингли принял решение отказаться от возможности провести ещё один сезон в колледже и объявил о выходе на драфт НФЛ.

#### Статистика выступлений в NCAA
| Сезон | Команда     | Игры | Захваты | Захваты | Захваты | Захваты | Захваты | Перехваты | Перехваты | Перехваты | Перехваты | Перехваты | Фамблы | Фамблы | Фамблы | Фамблы |
| Сезон | Команда     | Игры | Solo    | Ast     | Tot     | Loss    | Sk      | Int       | Yds       | Y/R       | TD        | PD        | FR     | Yds    | TD     | FF     |
| ----- | ----------- | ---- | ------- | ------- | ------- | ------- | ------- | --------- | --------- | --------- | --------- | --------- | ------ | ------ | ------ | ------ |
| 2019  | ЛСЮ Тайгерс | 15   | 31      | 7       | 38      | 1,0     | 0,0     | 6         | 17        | 2,8       | 0         | 15        | 1      | 0      | 0      | 0      |
| 2020  | ЛСЮ Тайгерс | 7    | 19      | 8       | 27      | 2,5     | 0,0     | 0         | 0         | 0,0       | 0         | 5         | 1      | 0      | 0      | 1      |
| 2021  | ЛСЮ Тайгерс | 3    | 6       | 2       | 8       | 3,5     | 0,0     | 0         | 0         | 0,0       | 0         | 0         | 0      | 0      | 0      | 1      |
| Всего | Всего       | 25   | 56      | 17      | 73      | 7,0     | 0,0     | 6         | 17        | 2,8       | 0         | 20        | 2      | 0      | 0      | 2      |

### Профессиональная карьера
Перед драфтом НФЛ 2022 года аналитик сайта Bleacher Report Кори Гиддингс называл сильными сторонами Стингли умение быстро читать игру, полезность против выноса, атлетизм, скорость и подвижность, эффективность как в зонном, так и в персональном прикрытии, навыки игры по мячу. К минусам он относил недостаточные для борьбы с более мощными игроками антропометрические данные и склонность лениться на поле. Ещё одним фактором, который учитывали клубы лиги, была история его травм.
На драфте Стингли был выбран «Хьюстоном» в первом раунде под общим третьим номером. В мае он подписал с клубом четырёхлетний контракт на сумму 34,6 млн долларов. В НФЛ он дебютировал в матче первой игровой недели чемпионата 2022 года.

#### Статистика выступлений в НФЛ

##### Регулярный чемпионат
| Сезон | Команда         | Игры | Захваты | Захваты | Захваты | Захваты | Захваты | Перехваты | Перехваты | Перехваты | Перехваты | Перехваты | Фамблы | Фамблы | Фамблы | Фамблы |
| Сезон | Команда         | Игры | Solo    | Ast     | Tot     | Loss    | Sk      | Int       | Yds       | Y/R       | TD        | PD        | FR     | Yds    | TD     | FF     |
| ----- | --------------- | ---- | ------- | ------- | ------- | ------- | ------- | --------- | --------- | --------- | --------- | --------- | ------ | ------ | ------ | ------ |
| 2022  | Хьюстон Тексанс | 2    | 11      | 4       | 15      | 0       | 0,0     | 0         | 0         | 0,0       | 0         | 3         | 0      | 0      | 0      | 0      |
| Всего | Всего           | 2    | 11      | 4       | 15      | 0       | 0,0     | 0         | 0         | 0,0       | 0         | 3         | 0      | 0      | 0      | 0      |